# Fontaines, Vendée

Fontaines este o comună în departamentul Vendée, Franța. În 2009 avea o populație de 829 de locuitori.